# Giuseppe Nicolini (scrittore)
Giuseppe Nicolini (Brescia, 1788 – 1855) è stato uno scrittore italiano.
Docente all'Università di Verona, fu allontanato nel 1821 poiché sospettato di appartenere alla Carboneria. Inizialmente neoclassico (a questa fase risale la Coltivazione dei cedri del 1815), successivamente divenne romantico e byroniano. Tradusse testi di Byron, Shakespeare, Laurence Sterne. Si dedicò inoltre a studi storici, in particolare sulla storia di Brescia dal XVI al XIX secolo. Nel 1836 divenne segretario dell'Università.
La sua opera più importante è la tragedia Canace (1818).

## Opere
- Della storia bresciana. Ragionamento, Brescia, per N. Bettoni e compagni, 1825.
- Poesie, nuovamente ordinate e precedute da un discorso del professore Daniele Pallaveri, Firenze, F. Le Monnier, 1860 (Opere edite ed inedite, vol. I).
- Prose, nuovamente ordinate dal professore Daniele Pallaveri, Firenze, F. Le Monnier, 1861 (Opere edite ed inedite, vol. II).